# Tengah (Sama Dua)
Tengah is een bestuurslaag in het regentschap Aceh Selatan van de provincie Atjeh, Indonesië. Tengah telt 372 inwoners (volkstelling 2010).